# Meridiantertie
Eine Meridiantertie [mtr] ist der 60. Teil einer Meridiansekunde (Winkelsekunde), also 0,5144 m.
Die Benennung leitet sich von der Tertie des Winkelmaßes als weiterer Unterteilung des Winkelgrads (60 Tertien = 1 Sekunde) ab, Definition:
Die Meridiantertie ist der 3600. Teil der Seemeile bzw. Nautischen Meile
{\displaystyle 1\;\mathrm {mtr} ={\frac {1852}{3600}}\,\mathrm {m} =0{,}51{\overline {4}}\,\mathrm {m} }
Sie wird gerundet zu 0,5 m gerne für das Relingslog zur Bestimmung der Fahrt eines Bootes durchs Wasser verwendet. Dabei ist 1 Meridiantertie die Strecke, die ein mit 1 sm/h = 1 Knoten laufendes Schiff in einer Sekunde zurücklegt, nämlich der 3600. Teil einer Seemeile (Meridianminute).